# Azabu-Jūban (metropolitana di Tokyo)
Azabu-Jūban (麻布十番駅?, Azabu-Jūban-eki) è una stazione della metropolitana di Tokyo, si trova a Minato, nella zona di Roppongi. La stazione è servita sia dalle linee della Tokyo Metro che da quelle della Toei.

## Stazioni adiacenti
| «                  | Servizio      | »                |
| Linea Namboku      | Linea Namboku | Linea Namboku    |
| ------------------ | ------------- | ---------------- |
| Shirokane-takanawa | -             | Roppongi-itchōme |
| Linea Ōedo         |               |                  |
| Akabanebashi       | -             | Roppongi         |